# Камбиа
Камбиа (англ. Kambia) — город на северо-западе Сьерра-Леоне, на территории Северной провинции. Административный центр одноимённого округа.

## Географическое положение
Город находится в северо-западной части провинции, на левом берегу реки Коленте, вблизи границы с Гвинеей, на расстоянии приблизительно 77 километров к северо-северо-востоку (NNE) от столицы страны Фритауна. Абсолютная высота — 11 метров над уровнем моря.

## Население
По данным переписи 1985 года численность населения города составляла 7 631 человека.
Динамика численности населения города по годам:
| 1963  | 1974  | 1985  | 2012   |
| ----- | ----- | ----- | ------ |
| 3 700 | 5 740 | 7 631 | 13 052 |

Языками общения служат крио, сусу и темне. Большинство верующих — мусульмане.

## Транспорт
Ближайший аэропорт расположен в городе Фритаун.